# Zoo de Central Park
Le zoo de Central Park est un petit parc zoologique américain situé à New York, dans l'arrondissement de Manhattan, au sud-est de Central Park. Il est administré par la Wildlife Conservation Society. On peut visiter une serre tropicale, voir des ours polaires et des lions de mer. Il conserve des espèces animales en danger telles que le tamarin, le crapaud du Wyoming ou le petit panda. La plupart des grands animaux ont été transférés au zoo du Bronx.
Le lieu a été popularisé en tant que lieu de déroulement de l'intrigue de films célèbres tels que The Wild et Madagascar et surtout, la série dérivée Les Pingouins de Madagascar. Certaines scènes du film Les Animaux fantastiques s'y déroulent également.